# Descarpentriesius
Descarpentriesius is een geslacht van wantsen uit de familie van de Reduviidae (Roofwantsen). Het geslacht werd voor het eerst wetenschappelijk beschreven door André Villiers in 1961.

## Soorten
Het genus is monotypisch en bevat alleen de volgende soort:

- Descarpentriesius depressus Villiers, 1961